# Politika všech azimutů
Politika všech azimutů je politický postoj, který zastávali mnozí politici, často z odlišných důvodů. Je to přesvědčení, že není možné orientovat zahraniční politiku pouze jedním směrem.

## Jan Masaryk
Jan Masaryk, ministr zahraničních věcí, přednesl dne 20. března 1947 před Národním shromážděním referát o mezinárodní situaci a činnosti ministerstva. Knižní vydání tohoto projevu je doplněno doslovem, ve kterém Jan Masaryk píše: „Radil bych každému, kdo přemýšlí o problémech naší zahraniční politiky, aby to dělal s mapou v ruce – se světovou mapou v ruce. Na mapě uvidíte, že svět má světové strany čtyři a že mimo západu a východu je také sever a jih.“ Masaryk varoval před obrazem světa, kde existuje jen východ a západ. Přijetí Marshallova plánu dne 7. července 1947 bylo potvrzením této politiky a Masaryk v zahraničním výboru parlamentu deklaroval svou víru, že Evropa nebude rozdělena. Už za dva dny dostala vláda od Stalina ultimátum na okamžité odstoupení od smlouvy. Jan Masaryk to komentoval: „Odjížděl jsem do Moskvy jako československý ministr a vrátil se jako Stalinův pohůnek.“ Pád z okna ukončil Masarykův život i sen o politice všech světových stran.

## Strategie všech azimutů jako vojenská doktrína
Charles de Gaulle byl autorem strategie La dissuasion tous azimuts neboli zastrašování všemi směry. Prostředkem zastrašení byly jaderné zbraně, které mají dlouhou životnost, během které se geopolitická situace může změnit. Není proto jasné, kdo bude protivníkem v budoucnosti, zvlášť když jaderné zbraně získají další státy. Tato vojenská doktrína říká, že jaderná síla nemůže být zaměřena na žádného konkrétního protivníka, ale měla by být schopna udeřit kdekoli na světě, tedy všemi směry (azimuty).

## Miloš Zeman
Dne 3. dubna 2013 nechal Miloš Zeman, jako prezident České republiky, vyvěsit na Pražském hradě vlajku Evropské unie, kterou jeho předchůdce Václav Klaus odmítal. Avšak jeho zahraniční aktivity se upíraly na Rusko a Čínu. V rámci tzv. ekonomické diplomacie byla Česká republika servilní jak k Číně, tak k Ruské federaci Jeho kroky nebyly často v souladu se zahraniční politikou vlády, což vysvětloval „politikou všech azimutů“ s odkazem na Charlese de Gaulla. Po ruském napadení Ukrajiny změnil názor a vyzýval k daleko tvrdším sankcím (proti Rusku), než byly původně plánovány.

## Robert Fico
V novoročním projevu uvedl Robert Fico: „… preto budem v roku 2025 pokračovať v dôslednej politike orientovanej na všetky 4 svetové strany.“